# Trevor Rabin
Pour les articles homonymes, voir Rabin (homonymie).
 (octobre 2022).
Si vous disposez d'ouvrages ou d'articles de référence ou si vous connaissez des sites web de qualité traitant du thème abordé ici, merci de compléter l'article en donnant les références utiles à sa vérifiabilité et en les liant à la section « Notes et références ».
Trevor Rabin, né le 13 janvier 1954 à Johannesbourg en Afrique du Sud, est un musicien multiinstrumentiste jouant tout aussi bien la guitare et la basse que le piano, l'orgue et autres claviers. Il est aussi auteur-compositeur-interprète, producteur et technicien. Il a aussi composé et joué plusieurs musiques de film. Il est aussi connu pour avoir joué avec les groupes Rabbitt, Yes et Yes Featuring Jon Anderson, Trevor Rabin, Rick Wakeman.

## Les débuts en solo
Fils d'un violoniste, Trevor Charles Rabin étudie le piano et découvre la guitare à l'âge de douze ans. Musicien complet, il est aussi chanteur, percussionniste, bassiste et claviériste. Il commence sa carrière dans des groupes hard rock et rock progressif, puis accompagne à la guitare et à la basse des formations de jazz et de jazz-rock.
Il débute avec le groupe The Conglomeration vers 1968 dès l'âge de quatorze ans avec Alan Rosenberg à la guitare, Ronnie Robot Friedman à la basse et Neil Cloud à la batterie, Trevor est à la guitare et aux claviers. Puis il acquiert une réputation en tant que musicien dans son patelin de Johannesburg. À peine un an après leur formation, le groupe joue déjà dans des festivals auprès de groupes et d'artistes musicaux ayant le double de leur âge. Parallèlement à cela, Trevor s'impose comme musicien de sessions et trouve avec Mutt Lange, une aide précieuse puisque ce dernier lui trouve des contrats comme musicien de studio. Ayant auparavant quitté The Conglomeration, il se joint à un nouveau groupe, Freedom's Children tout en continuant le travail de sessions, c'est alors qu'il évolue avec cette formation qu'il écrit une pièce controversée intitulée Wake up ! State of fear contre l'apartheid qui sévit en Afrique du sud. Cette chanson ne sied pas à l'establishment local mais le groupe continue tout de même pendant un an, avant que Trevor ne joigne l'armée. Après deux mois d'entrainement de base, il est transféré de la Division d'Infanterie à l'Unité de Divertissement. Peu après avoir fait son temps dans l'armée, il fonde le groupe Rabbitt en 1974 avec deux musiciens de son ancienne formation, The Conglomeration, soit Neil Cloud et Ronnie Robot Friedman.
Rabbitt devient le premier groupe rock à émerger d'Afrique du sud, Trevor et ses amis musiciens deviennent vite des idoles et ils doivent souvent se cacher de fans trop zélés. En 1975, ils enregistrent un premier single, Locomotive breath de Jethro Tull qui sera suivi de leur premier album Boys Will Be Boys, qui atteindra le statut de disque d'or plus vite que n'importe quel autre disque en Afrique du sud auparavant. Pour cet album, Rabbitt remporte le trophée Sarie, l'équivalent local du Grammy, pour la Meilleure Musique Pop Contemporaine. La formation domine ainsi les charts sud africains pendant deux années consécutives, ils deviennent ainsi le plus grand phénomène musical à émerger d'Afrique du sud. Ils produiront un deuxième album  A Croak and A Grunt in the Night en 1977 ainsi qu'un maxi single Morning Light parut la même année. Pourtant, les pressions dues à un tel succès et son désir d'aller travailler à Londres poussent Trevor à quitter Rabbitt et à s'exiler vers la ville londonienne en 1978. Après un dernier album sans Trevor en trio, Rock Rabbitt parut en 1977, le groupe est dissous et Duncan Faure ira rejoindre les Bay City Rollers. À Londres, Rabin produit l'album Chance de Manfred Mann's Earth Band qui sortira en 1980 et réalise son premier album solo, Trevor Rabin - qui sortit aussi sous le titre Beginnings en 2003. Il participe pour deux albums au projet Disco Rock Machine, Time to love sur lequel il écrit deux pièces et Disco Rock Machine 2 en 1979. Parallèlement, il travaille toujours comme musicien de studio et aussi producteur. Il sort son second album, Face to face, en 1979, puis Wolf en 1981, date à laquelle il part aux États-Unis et s'installe à Los Angeles. Il accompagne alors en tournée le groupe Foreigner aux claviers, il participera aussi au groupe Manfred Mann's Earth Band alors qu'il joue sur deux chansons de l'album Somewhere in Afrika en 1982.

## L'aventure Yes
Il présente ses compositions à Atlantic Records, qui lui suggère de rencontrer Chris Squire et Alan White, deux musiciens du groupe Yes séparé depuis 1980. Avec ces derniers et l'organiste Tony Kaye, claviériste originel de Yes, il forme en 1981 le groupe Cinema, dont la musique séduit Jon Anderson. Le ralliement de ce dernier amène naturellement à renommer le groupe Yes, ce qui déplaît toutefois à Trevor.

La formation enregistre en 1983, l'album 90125 qui donnera au groupe son premier et unique numéro 1, Owner of a Lonely Heart ainsi qu'un prix Grammy pour la pièce instrumentale Cinema. Cette pièce Owner of a Lonely Heart ainsi que d'autres chansons de Yes se retrouvent sur l'album de démos 90124 de Trevor, on y entend des pièces comme Hold on, Changes, Where will you be? en version instrumentale sur laquelle il a joué de tous les instruments, Walls chantée avec Roger Hodgson ex-Supertramp, Love will find a way, Miracle of life et Cinema, tous des titres que l'on retrouverait sur des albums de Yes. Cette collaboration entre Roger Hodgson et Trevor Rabin donna naissance à deux autres chansons, à savoir Saving My Heart que l'on retrouve sur l'album Union de Yes et The More I Look qui a abouti sur l'album solo de Hodgson, Open The Door, sur laquelle Trevor joue de la guitare, des claviers et chante dans les chœurs. 

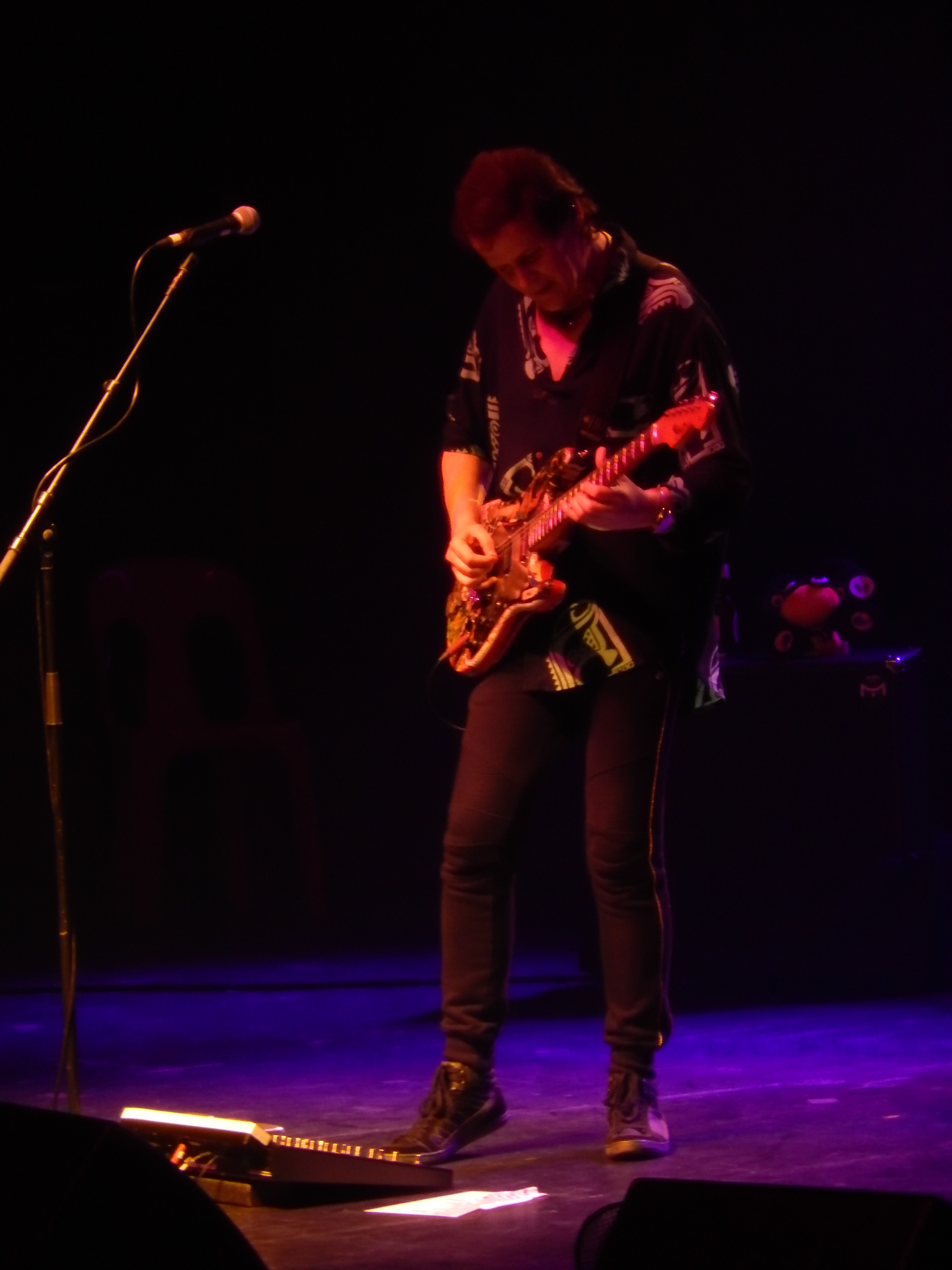
Trevor Rabin (ARW) au Cirque Royal de Bruxelles en mars 2017.

Rabin poursuit l'aventure avec Yes qui enregistre en 1987 l'album Big generator, sur lequel il assure des parties vocales et renforce Tony Kaye aux claviers. Alors que les membres du groupe se retrouvent scindés en deux parties distinctes, Anderson avec ABWH et Squire avec Yes, se disputant la paternité du nom, Trevor ne voulant pas se mêler de cette lutte préfère enregistrer un nouvel album solo, Can't Look Away, qui sortira en 1989. Puis il participe à une nouvelle formation de huit musiciens de Yes, rassemblée en 1991 pour l'album Union et la tournée correspondante. Il se lie alors d'amitié avec Rick Wakeman qu'il accompagnera sur son album solo Return to the Centre of the Earth en 1999. Trevor s'investit ensuite dans le rôle de guitariste, claviériste et producteur pour l'album Talk en 1994, avant de quitter le groupe pour se concentrer sur les musiques de films.
En 2010, il reprend contact avec Jon Anderson et Rick Wakeman dans le but de former un nouveau groupe, baptisé d'abord ARW, puis  Yes Featuring Jon Anderson, Trevor Rabin, Rick Wakeman. Un single intitulé Fragile est sorti en 2018 et un album live a été produit et est disponible chez les disquaires en Août de la même année, Yes Featuring Jon Anderson, Trevor Rabin, Rick Wakeman Live at The Apollo.
En avril 2017, Yes est introduit au Rock and Roll Hall of Fame : Treveor Rabin est récompensé en même temps que d'autres membres ou anciens membres du groupe, et joue avec eux sur deux titres : Roundabout et Owner of a lonely heart.

## Discographie

### Rabbitt

#### Single
- Locomotive Breath/And The Planets Danced (1975)

#### Albums
- Boys Will Be Boys (1976) - Son père Godfrey Rabin est au violon sur la pièce Hard Ride
- A Croak And A Grunt In The Night (1977)
- Rio (2023)

#### EP
- Rock n' roll Volume 2 (1977)
- Morning Light (EP) (1977)

#### Compilations
- 1972–1978 Limited Souvenir Edition (1978)
- Revival (1987)
- The Collection / The Hits (1992)

### Yes

#### Albums studio
- 90125 (1983)
- Big Generator (1987)
- Union (1991)
- Talk (1994)
- Talk - Yes Active CD + Matériel Bonus sur CD Rom (1994)

#### Album live
- 9012Live The Solos (1985)
- Union Live (2011)

### Yes featuring Jon Anderson, Trevor Rabin, Rick Wakeman

#### Single
- 2018 : Fragile

#### Album
- 2018 : Yes Featuring Jon Anderson, Trevor Rabin, Rick Wakeman Live at The Apollo - 2 CD

#### Édition Vinyle Super De Luxe
- 2018 : Yes Featuring Jon Anderson, Trevor Rabin, Rick Wakeman 50th Anniversary Live at The Apollo - Inclut 3 disques vinyles, un DVD + 1 Blu-Ray 5.1

### Solo
- Trevor Rabin (1979) - Réédité en 2003 sous le titre "Beginnings"
- Face to Face (1979)
- Wolf (1981)
- Can't Look Away (1989)
- Live in LA (2003)
- Jacaranda (2012)
- Rio (2023)

### Album Démo
- 90124 (2003) - Démos de 90125, datées de 1982 - Avec Roger Hodgson sur la pièce Walls

## Collaborations
- Margaret Singana – Where Is the Love (1976) – Producteur, arrangeur
- Disco Rock Machine - Time to love (1978) - Guitariste, claviériste, producteur, arrangeur, compositeur pour 2 pièces
- Disco Rock Machine - Disco Rock Machine 2 (1979) - Guitariste, claviériste, producteur, arrangeur
- Manfred Mann's Earth Band – Chance (1980) – Guitare et producteur avec Manfred Mann
- Wild Horses – Wild Horses (1980) – Coproducteur - Avec Jimmy Bain ex-Rainbow et Brian Robertson ex-Thin Lizzy
- Manfred Mann's Earth Band – Somewhere in Afrika (1982) – Guitare solo sur Redemption Song et Runner
- Frankie Goes To Hollywood – Welcome to the Pleasuredome (1984) – Guitare - Trevor Horn basse, production, Steve Howe guitare
- Jon Anderson – 3 Ships (1985) – Guitare
- Frankie Goes To Hollywood – Liverpool (1986) – Guitare - Trevor Horn producteur exécutif, Steve Howe guitare
- Lisa Hartman – 'Til My Heart Stops (1987) – Guitare
- Marc Jordan – Talking Through Pictures (1987) – Guitare
- Bonham – The Disregard of Timekeeping (1989) – Basse, Chœurs
- Seal – Seal (1991) – Guitare - Trevor Horn producteur
- Paul Rodgers – Muddy Water Blues: A Tribute to Muddy Waters (1993) – Guitare - Avec aussi David Gilmour, Jeff Beck, Neal Schon, etc.
- Michael Jackson – HIStory: Past, Present and Future, Book I (1995) – Guitare
- Artistes Variés – Crossfire: A Salute To Stevie Ray Vaughan (1996) – Guitare
- Tina Turner – Wildest Dreams (1996) – Guitare, chœurs - Avec Trevor Horn, Sting, etc.
- Mark Mancina – Twister (1996) – Guitare sur The Hunt: Going Green
- Artistes Variés – Merry Axemas Vol. 2 (1998) – Guitare, Claviers
- Rick Wakeman – Return to the Centre of the Earth (1999) – Chant et guitare sur Never Is A Long, Long Time
- Roger Hodgson – Open the Door (2000) – Guitare, claviers et chœurs sur The more I look
- Don Harper's Oceana Orchestra – Dream and Variations (2009) – Guitare sur Where Do We Go From Here
- Mr. Mister – Pull (2010) – Guitare et basse - Album enregistré en 1989

## Les musiques de film
Après une tournée pour l'album Talk en 1995, Trevor Rabin décide de quitter Yes et de s'orienter vers la composition de musique de films. On lui doit notamment les bandes originales de Les Ailes de l'enfer (1997) en collaboration avec Mark Mancina, d'Armageddon et Ennemi d'État (1998) avec Harry Gregson-Williams, de 60 secondes chrono (2000), de Bad Boys 2 (2003) ou encore de Des serpents dans l'avion (2006).
Malgré les apparences, Trevor Rabin n'a jamais fait partie de la Media Ventures Team à proprement parler, refusant même d'être affilié au studio par souci d'indépendance. Simplement, ses liens avec Jerry Bruckheimer qui est lui-même très relié à Hans Zimmer ont fait qu'il s'est régulièrement retrouvé à travailler avec des membres du studio ou au studio même (avec notamment Harry Gregson-Williams, Steve Jablonsky ou son ami Mark Mancina).

## Filmographie

### Cinéma

#### Années 1990
- 1995 : Fair Game de Andrew Sipes (musique de Mark Mancina) (musiques additionnelles)
- 1996 : L'Ombre blanche (The Glimmer Man) de John Gray
- 1997 : Les Ailes de l'enfer (Con Air) de Simon West (cocompositeur avec Mark Mancina)
- 1998 : L'Héritage de Malcolm (Homegrown) de Stephen Gyllenhaal
- 1998 : Armageddon de Michael Bay (cocompositeur avec Harry Gregson-Williams)
- 1998 : Ennemi d'État (Enemy of the State) de Tony Scott (cocompositeur avec Harry Gregson-Williams)
- 1998 : Jack Frost de Troy Miller
- 1999 : Peur Bleue (Deep Blue Sea) de Renny Harlin

#### Années 2000
- 2000 : Coyote Girls de David McNally (musique de Trevor Horn) (thème principal)
- 2000 : Whispers: An Elephant's Tale de Dereck Joubert
- 2000 : 60 secondes chrono (Gone in Sixty Seconds) de Dominic Sena
- 2000 : Le Plus Beau des combats (Remember the Titans) de Boaz Yakin
- 2000 : À l'aube du sixième jour (The 6th Day) de Roger Spottiswoode
- 2001 : Texas Rangers : La Revanche des justiciers (Texas Rangers) de Steve Miner
- 2001 : American Outlaws de Les Mayfield
- 2001 : Rock Star de Stephen Herek
- 2001 : The One de James Wong
- 2002 : Bad Company de Joel Schumacher
- 2002 : Sex fans des sixties (The Banger Sisters) de Bob Dolman
- 2003 : Kangourou Jack (Kangaroo Jack) de David McNally
- 2003 : Bad Boys 2 de Michael Bay
- 2004 : Torque, la route s'enflamme (Torque) de Joseph Kahn
- 2004 : L'Exorciste, au commencement (Exorcist: The Beginning) de Renny Harlin
- 2004 : Benjamin Gates et le Trésor des Templiers (National Treasure) de Jon Turteltaub
- 2005 : Coach Carter de Thomas Carter
- 2005 : Dominion: Prequel to the Exorcist de Paul Schrader (cocompositeur avec Angelo Badalamenti et Dog Fashion Disco)
- 2005 : Le Grand Raid (The Great Raid) de John Dahl
- 2006 : Les Chemins du triomphe (Glory Road) de James Gartner
- 2006 : Des serpents dans l'avion (Snakes on a Plane) de David R. Ellis
- 2006 : Rédemption  (Gridiron Gang) de Phil Joanou
- 2006 : Flyboys de Tony Bill
- 2006 : Coast Guards (The Guardian) d'Andrew Davis
- 2007 : Hot Rod d'Akiva Schaffer
- 2007 : Benjamin Gates et le Livre des secrets (National Treasure: Book of Secrets) de Jon Turteltaub
- 2008 : Max la Menace (Get Smart) de Peter Segal
- 2009 : La Montagne ensorcelée (Race to Witch Mountain) d'Andy Fickman
- 2009 : 12 Rounds de Renny Harlin
- 2009 : Mission-G (G-Force) de Hoyt Yeatman

#### Années 2010
- 2010 : L'Apprenti sorcier (The Sorcerer's Apprentice) de Jon Turteltaub
- 2011 : Numéro Quatre (I Am Number Four) de D. J. Caruso
- 2011 : État de guerre (5 Days of War) de Renny Harlin
- 2013 : Match retour (Grudge Match) de Peter Segal
- 2015 : Max de Boaz Yakin

#### Années 2020
- 2021 : Braquage en or (The Misfits)  de Renny Harlin

### Télévision

#### Séries télévisées
- 1997 : Spécial OPS Force (Soldier of Fortune, Inc.) de Dan Gordon (en) (musique de Mark Mancina et Lee Curreri) (thème principal)
- 2005 : DOS : Division des opérations spéciales (E-Ring) de David McKenna (musique de Trevor Morris) (thème principal)
- 2013 : Zero Hour (13 épisodes)
- 2015 : Agent X (10 épisodes)
- 2015-2016 : 12 Monkeys (14 épisodes)

#### Téléfilms
- 1999 : Bonne Nuit

### Courts métrages
- 2003 : Space de Peter Hastings (attraction)
- 2010 : The Last Shot d'Emilio Rodriguez